# Faiza Bejaoui
Faiza Bejaoui (ur. 23 sierpnia 1982) – tunezyjska zapaśniczka walcząca w stylu wolnym. Zajęła ósme miejsce na mistrzostwach świata w 2000. Triumfatorka igrzysk afrykańskich w 2003 i trzecia w 1999. Zdobyła siedem medali na mistrzostwach Afryki w latach 1996 - 2005. Piąta na igrzyskach śródziemnomorskich w 1999 roku.